# Alvin Toffler
Alvin Toffler (n. 4 octombrie 1928, New York City, New York, SUA – d. 27 iunie 2016, Los Angeles, California, SUA) a fost un cunoscut scriitor și futurolog american.
Pentru mai mult de patru decenii, Alvin Toffler, a fost una dintre cele mai influente și bine cunoscute voci din domeniul afacerilor și din cel intelectual. Odată cu publicarea primei sale lucrări Șocul viitorului, Toffler a creat o nouă disciplină, futurologia, prin studiul schimbării și impactul acesteia asupra afacerilor și culturii. Acesta are un deosebit dar pentru definirea forțelor și tendințelor ce ne modelează viitorul în economia actuală bazată pe informații. În afară de Șocul viitorului și Al treilea val, Alvin și Heidi Toffler (soția și partenera intelectuală a acestuia de 51 de ani) au scris și alte cărți printre care se numără Război și antirăzboi, Puterea în mișcare și, recent, Crearea unei noi civilizații.
Toffler este un important consultant pentru comunitățile militare și de spionaj din lume, laureat al Fundatiei McKinsey pentru contribuția în literatură și de asemenea co-președinte onorific al Comitetului American privind Dezvoltarea Fondului Națiunilor Unite pentru Femei. Alvin Toffler deține diplome onorifice în literatură, drept, științe, și management de la Universitatea Keio din Japonia.

## Cărți publicate
- Șocul viitorului (1970), Bantam Books - carte publicată în 50 de țări și care s-a vândut în peste 15 milioane de copii [10]
- Al Treilea Val (1980), Bantam Books
- Puterea în Mișcare (1990), Bantam Books
- Război și Anti-război - supraviețuirea în zorii secolului XXI (1995), Warner Books
- Crearea unei noi civilizații (1995), Turner Pub
- Consumatorii de cultură